# Lokve (Hadžići, BiH)
Lokve su naseljeno mjesto u sastavu općine Hadžići, Federacija Bosne i Hercegovine, BiH.

## Geografski položaj
Nalaze se na južnim obroncima planine Igman. Kroz ovo selo je vodio glavni put s Igmana za vrijeme srpske blokade Sarajeva od 1992. do 1995. godine. Zbog stalne artiljerijske paljbe iz Hadžića, selo je pretrpjelo značajne ljudske i materijalne gubitke.

## Stanovništvo
| Lokve              |              |              |              |
| godina popisa      | 1991.        | 1981.        | 1971.        |
| Muslimani          | 560 (95,72%) | 490 (88,28%) | 507 (90,21%) |
| Srbi               | 18 (3,07%)   | 29 (5,22%)   | 46 (8,18%)   |
| Hrvati             | 0            | 0            | 8 (1,42%)    |
| Jugoslaveni        | 0            | 20 (3,60%)   | 0            |
| ostali i nepoznato | 7 (1,19%)    | 16 (2,88%)   | 1 (0,17%)    |
| ukupno             | 585          | 555          | 562          |